# نیکون دی۱
نیکون دی۱ (به انگلیسی: Nikon D1) یک دوربین عکاسی تک لنزی بازتابی دیجیتال (دی‌اس‌ال‌آر) ساخت شرکت نیکون است که در ۱۵ ژوئیه ۱۹۹۹ رونمایی شد. این دوربین به حس‌گر ۲٫۷ مگاپیکسلی مجهز بود و توانایی ثبت ۴٫۵ فریم در ثانیه را داشت. این دوربین لنزهای خانوادهٔ نیکون اف-ماونت را پشتیبانی می‌کند.

## دی۱اچ و دی۱ایکس
در پنجم فوریه ۲۰۰۱، نیکون دو مدل جدید دی۱اچ (D1H) و دی۱ایکس (D1X) را جایگزین مدل قبلی نمود. دی۱اچ با حس‌گر ۵٫۳ مگاپیکسلی و سرعت عکس‌برداری ۳ فریم در ثانیه و با توانایی ثبت ۲۱ فریم متوالی، مدل گران‌قیمت‌تر، و دی۱ایکس که به حس‌گر ۲٫۷ مگاپیکسلی مشابه دی۱ مجهز بود و ۵ فریم در هر ثانیه و ۴۰ فریم متوالی، مدل ارزان‌تر بود. تولید دی۱اچ تا سال ۲۰۰۳ و دی۱ایکس تا سال ۲۰۰۴ ادامه‌یافت.